# Darko Spalević
Pour les articles homonymes, voir Spalevic.
Дарко Спалевић transcrit par Darko Spalević, né le 24 mars 1977 à Vučitrn, est un footballeur serbe, qui joue actuellement dans le club de Radnički Kragujevac, en deuxième division serbe. 

## Biographie
Il joue quatre matchs en Ligue des champions et deux matchs en Coupe de l'UEFA avec l'Étoile rouge de Belgrade.
Avec le club bosnien du Slavija Sarajevo, il termine deux fois meilleur buteur du championnat bosnien en 2007-2008 (18 buts) et en 2008-2009 (17 buts).
Avec le club serbe du Radnički Kragujevac, il termine meilleur buteur du championnat serbe de D2 en 2010-2011 (17 buts) et de D1 en 2011-2012 (19 buts).

## Palmarès
- Champion de Bulgarie en 2004 avec le Lokomotiv Plovdiv